# تاریخچه الکترومغناطیس

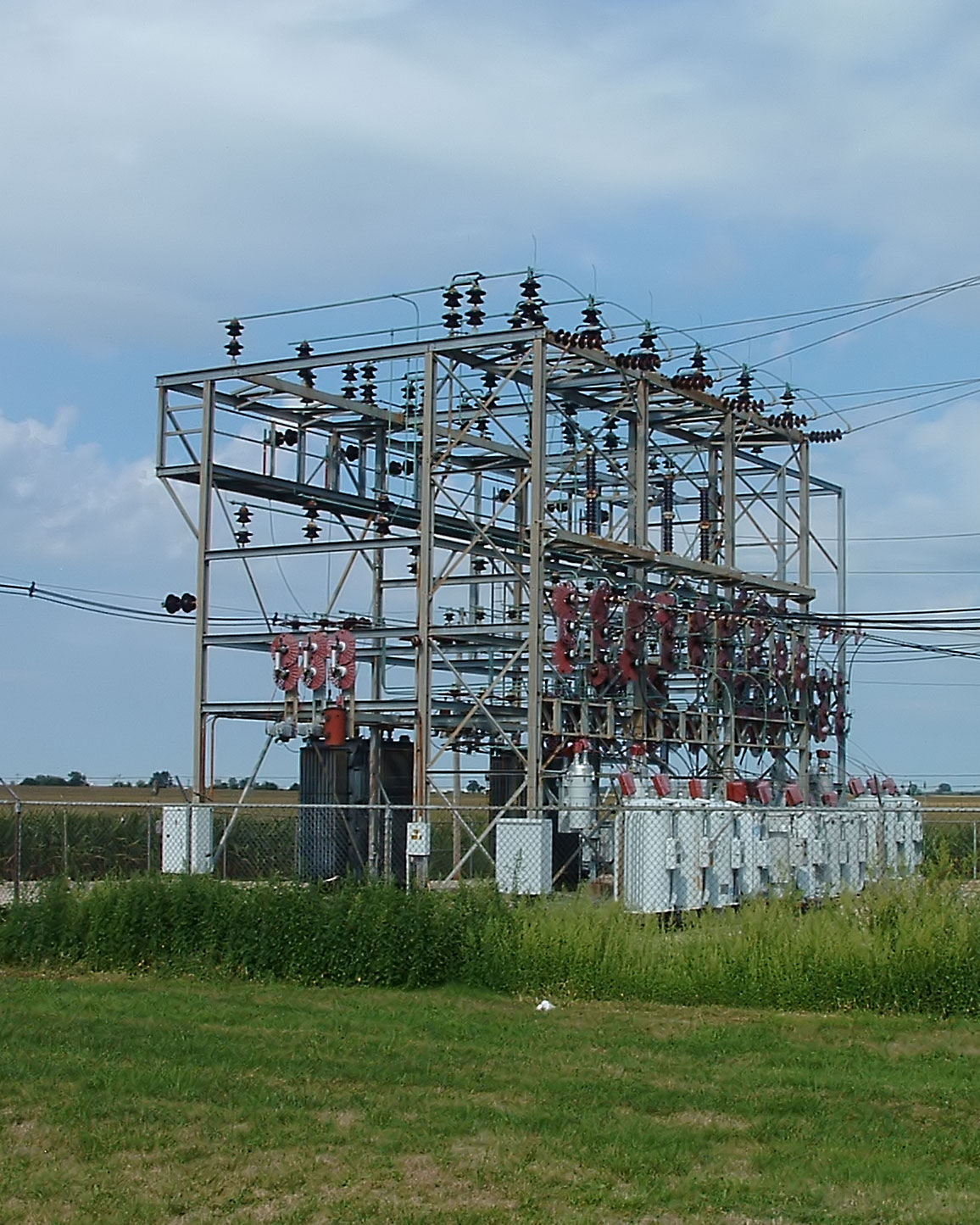
ایستگاه کوچک برق

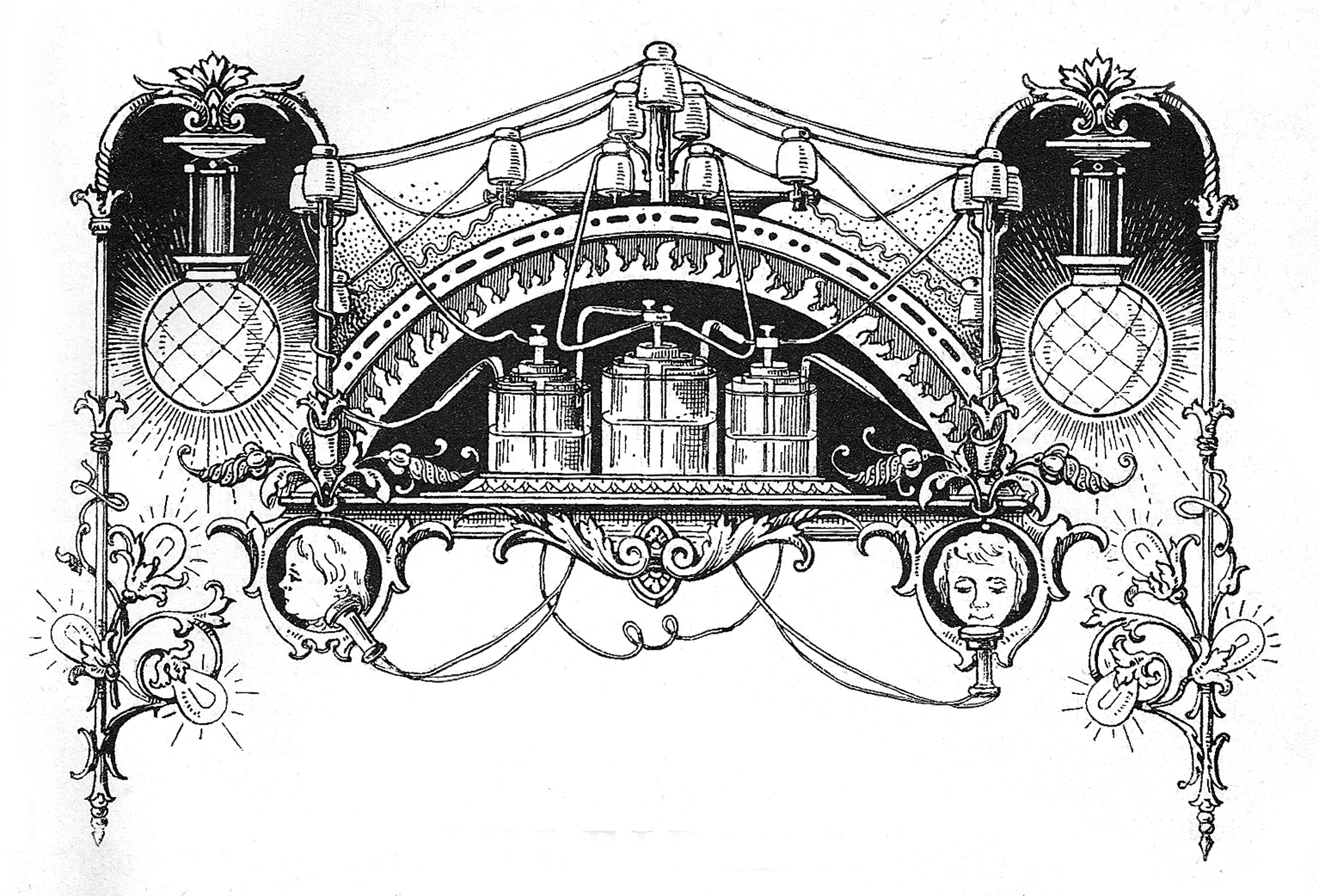
طراحی نمادی از الکتریسیته

الکتریسیته شاخه‌ای از فیزیک می‌باشد که به مطالعهٔ ویژگی‌های آثار و انتقال بارهای الکتریکی می‌پردازد. الکتریسیته از واژهٔ یونانی الکترون، به معنی کهربا گرفته شده است. نخستین بار، تالس، دانشمند یونانی در نوشته‌های خود خاصیت کهربا را معرفی کرده است. در زمان تالس در طی تحقیقات او مشخص شده بود که هرگاه کهربا را با پارچهٔ پشمی مالش دهند، اجسام سبک مانند کاه را به خود جذب می‌کند.
دو هزار سال پیش، اطلاعات انسان دربارهٔ الکتریسیته به همان خاصیت کهربا محدود می‌شد تا آنکه ویلیام گیلبرت، پزشک انگلیسی با انتشار کتابی با نام درباره مغناطیس به شرح تفاوت میان نیروهای مغناطیسی و نیروهای الکتریکی پرداخت و فصل جدیدی را با انتشار این کتاب در در دنیای الکتریسیته باز نمود.
در سال ۱۶۶۳، اتوفون گوریکه اولین ماشین مولد الکتریسیته را ساخت و ۱۵۰ سال بعد از او شارل دوفی، به وجود دو نوع بار الکتریکی پی برد و بنجامین فرانکلین دو اصطلاح بار مثبت و بار منفی را برای آن‌ها به کار برد.
الساندر ولتا، فیزیکدان ایتالیایی، در سال ۱۷۷۵ الکتروفور را برای انتقال الکتریسیته ساکن ایجاد نمود و در سال ۱۸۰۱ پیل الکتریکی را پس از آن اختراع کرد. با اختراع پیل الکتریکی امکان ایجاد جریان برق فراهم گشت و در نتیجه آن امکان آزمایش‌های گونانی فراهم شد که از حاصل آن می‌توان به کشف اثر مغناطیسی جریان الکتریکی توسط هانس کریستیان ارستد اشاره کرد که بعدها توسط آندره آمپر مورد مطالعه بسیار قرار گرفت.
کمی بعد مایکل فارادی شیمی‌دان و فیزیکدان برجسته انگلیسی، مولد مغناطیسی الکتریسیته را اختراع نمود. در سال ۱۸۸۰ نخستین نیروگاه مولد برق توسط توماس ادیسون در نیویورک، راه اندازی شد و توانست بخشی از شهر نیویورک را روشن کند. نیروگاه برق ادیسون جریان مستقیم تولید می‌کرد، در نتیجه مشکل انتقال جریان وجود داشت، تا آنکه در سال‌های بعد، نیکلا تسلا نیروگاه جریان متناوب را راه اندازی کرد و الکتریسیته اهمیت ویژه‌ای در علم و صنعت پیدا نمود.